# Francisco Fernández del Riego
Francisco Fernández del Riego (Lourenzá, 1913 - Vigo, 26 de novembre de 2010) fou un intel·lectual i escriptor gallec. Va ser un dels principals artífexs de l'editorial Galaxia i director al costat de Ramón Piñeiro de la revista Grial en els seus primers cent nombres. Assagista i narrador, fou autor d'una extensa obra centrada sobretot en la cultura i en la literatura gallega.
Pertany a la generació d'intel·lectuals sorgits al voltant del grup Nós. Durant la República va ser membre del Seminari d'Estudis Gallecs i del Partit Galleguista, i va formar part del Consell gallec de Galeusca (1934). Va ser, juntament amb Ramón Piñeiro i Xaime Isla Couto, un dels principals impulsors de l'Editorial Galaxia (fundada el 1950), empresa que va liderar el procés de recuperació cultural en la postguerra. El 1963 va sorgir d'aquesta editorial la revista Grial, que va codirigir i per a la qual va escriure de forma assídua recensions literàries i articles. Va ingressar el 1960 en la Reial Acadèmia Gallega amb un discurs titulat Un país y una cultura. La idea de Galicia en nuestros escritores. El 1997 va presidir aquesta institució.
El seu treball en l'àmbit cultural i la seva extensa obra el converteixen en un dels principals intel·lectuals galleguistes del segle xx i començaments del XXI. Entre els seus llibres destaquen assajos sobre la cultura i la literatura gallegues com Historia da literatura galega, Galicia no espello, Diccionario de escritores en lingua galega o A xeración Galaxia e estranxeiras i estrangeres, com Letras do noso tempo o Escritores de Portugal e do Brasil. Va conrear també la narrativa (O cego de Pumardedón) i la literatura de viatges (As peregrinacións xacobeas, O camiño de Santiago e Galícia). Va editar antologies poètiques i llibres de vocabulari, va escriure gran nombre d'articles poètics i biografies. També és autor d'un llibre de memòries, O río do tempo (1991). En 2003 va recopilar la seva correspondència amb Cunqueiro i la va editar en Galaxia amb el títol Cartes ao meu amigo. Epistolario Mindoniense. En 2004 va publicar amb Galaxia les seves memòries sota el títol de Camiño caminado.
El 1995 donà a la ciutat de Vigo la seva col·lecció de llibres, que constituïx la Biblioteca-Museu Francisco Fernández del Riego. Fou director de la Biblioteca de la Fundació Penzol, a Vigo. Com una de les principals figures de Galícia, va ser reconegut amb nombrosos guardons (Premi Trasalba, Premi Pedrón de Oro, Medalla d'Or de la Ciutat de Vigo, Premi de creació Cultural de la Xunta de Galícia, Premi Celanova, La Casa de los Poetas, Medalla Castelao, Premi de les Arts i de les Lletres de Galícia, etc.). Va ser nomenat Doctor Honoris causa per la Universitat de Vigo i Gallec Egregi per la Fundació dels Premis de la Crítica.